# ミハイル・アブィゾフ
ミハイル・アナトリエヴィチ・アブィゾフ（アブイゾフ、ロシア語: Михаил Анатольевич Абызов、ベラルーシ語: Міхаіл Анатольевіч Абызаў、ラテン文字転写の例：Mikhail Anatolyevich Abyzov、 1972年6月3日 - ）は、ロシアの実業家、政治家。2008年ロシア連邦大統領補佐官を経て、2012年5月21日から2018年5月7日までロシア連邦大臣（「開かれた政府」担当相、「開かれた政府」活動調整政府委員会を組織する担当大臣）を務めた。ベラルーシ人。

## 経歴・概要
1972年6月3日、白ロシア共和国の首都ミンスクに生まれる。
14歳のとき、印刷工として働き始め、醸造工場「ベラルーシ」（現在のアリヴァリア、またはオリヴァリア醸造場）を経て、ベラルーシ医大学生建設チームなどで勤務し、チュメニ州を旅行した。後に彼は人生最初の莫大な金を得たと回想している。
1989年モスクワ大学工学・数学部に入学する。2年後に中退した。2000年ミハイル・ショーロホフ名称（記念）モスクワ・オープン教育大学を卒業した。
1993年から燃料・エネルギー関連企業数社の重役を務める。1998年ノヴォシビルスクエネルゴ社取締役会副議長（副社長）に就任した。同年、アブィゾフは、統一エネルギーシステム取締役、投資政策・事業計画部長に就任した。1999年統一エネルギーシステム取締役会副議長。2004年の組織改編で運営委員兼常務（業務執行取締役）に任命された。2003年統一エネルギーシステム地方部門取締役会議長。2005年7月、英国クズバススラゼルゴル代表取締役。2006年4月、英国の石炭会社パワー・フエル社の代表取締役社長。2007年7月、E4グループ取締役会議長となり、同じ年にモストオトレスト社社長にも就任した。
2012年1月18日の大統領令81号により、ドミートリー・メドヴェージェフ大統領の顧問に任命された。2012年5月21日、ドミートリー・メドヴェージェフ内閣にロシア連邦大臣（「開かれた政府」担当相、「開かれた政府」活動調整政府委員会を組織する担当大臣）として入閣した。
私生活では、夫人との間に二子がいる。